# Diamond Springs
Diamond Springs est une census-designated place du comté d'El Dorado, en Californie, aux États-Unis, située dans la Sierra Nevada. Elle comptait 11 037 habitants au recensement effectué en 2010.